# Számháború
A számháború egy szabadtéri stratégiai csapatjáték. Legtöbbször erdőben vagy más olyan helyen játsszák, ahol sok tereptárgy található.

## Játékmenet

### Előkészítés
A játékosokat két csapatba osztják, amiket legtöbbször kék és piros színnel jelölnek meg. Minden játékos kap egy fejpántot vagy papírdarabot, amin egy (legtöbbször) négyjegyű szám van; ezt a homlokára kell kötnie.

### Leolvasás
A játékosnak a pályán bujkálva meg kell támadnia az ellenséges csapat játékosait, mégpedig úgy, hogy hangosan kimondja az ellenség számát. Ha eltalálta, akkor az ellenséget "leolvasta". A leolvasott játékos legtöbbször kiesik, vagy a bázison új számot kap.

### A játék célja
A játék célja legtöbbször az ellenséges csapat minden játékosának kiolvasása, vagy az ellenséges zászló saját bázisra szállítása. A játéknak számos változata van, ez a kettő a leggyakoribb.

## Taktikák
A játékban a szám elrejtése az egyik legfontosabb dolog, ezért a játékosok különféle trükköket vetnek be. A szám különféle tereptárgyakhoz nyomása szabályos, de a számot kézzel vagy ruhadarabbal (pl. sapkával) eltakarni nem szabad. Lentebb a legszélesebb körben elfogadott taktikák olvashatóak.

### "Camp"-elés
A taktika elnevezése a lövöldözős játékokból terjedt el. A játékos elbújik egy stratégiailag fontos helyen, ahol biztosra veheti, hogy sok ellenséggel fog találkozni, és rejtekhelyéről, észrevehetetlenül olvassa le az ellenséget.

### "Rush"-olás
A játékos nyílt terepen az ellenséggel szemben fut, a meglepetés erejét felhasználva a támadásra. Közben a fejét is rázhatja, hogy a száma elmosódjon.